# El Torno (Boliwia)
El Torno – miasto w Boliwii, w departamencie Santa Cruz, w prowincji Andrés Ibáñez.